# NGC 4372

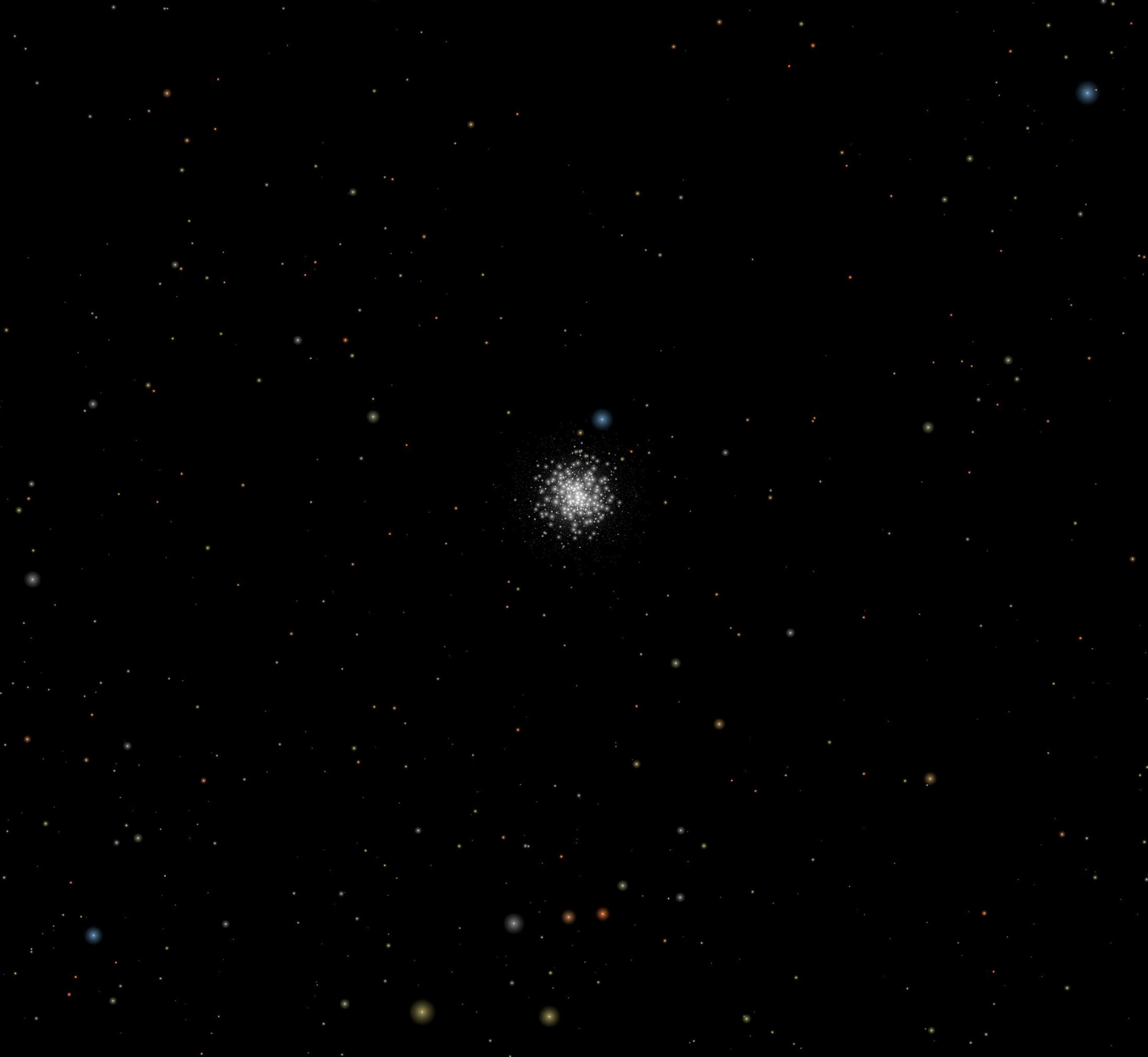
NGC 4372

NGC 4372 sau Caldwell 108 este un roi globular din constelația sudică Musca. 